# モーリス・ギブ
モーリス・ギブ（英: Maurice Gibb、1949年12月22日 - 2003年1月12日）は、マン島出身のミュージシャン、シンガーソングライターである。2人の兄弟（ロビン・ギブ、バリー・ギブ）と結成したボーカルグループのビージーズのメンバーとして知られている。彼らはオーストラリアでデビューし、イングランドに戻って活動、それ以来最も成功したポップグループの一つとなった。

## 生涯

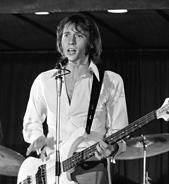
オランダのテレビ番組にて（1968年）

モーリスはマン島で父ヒュー・ギブ(1916～92)と母バーブラ(1920～2016)の間に生まれた。ロビン・ギブとは双子で、ロビンより35分後に生まれた。モーリスは一女四男の5人姉弟の三男にあたり、姉レズリー （1945年生）兄バリー（1946年生）ロビン（1949年生）、弟アンディ（1958年生）がいる。1950年代に彼は家族とともにイングランドのマンチェスターに移り住み、1958年にはオーストラリアのブリスベンに移った。
モーリスはスコットランド人のポップスターであるルルと1969年から1973年まで結婚したが、子供はいなかった。その後再婚し、妻イボンヌとの間にはアダムとサマンサの2人の子供がいる。
モーリスはペイントボールというスポーツを愛しており、ロイアル・ラット・レンジャーズというチームをもっていた。彼はあらゆる機会にこのスポーツを宣伝し、後にマイアミビーチにペイントボールの専門店を開いた。

### 死
モーリスは2003年1月12日にマイアミビーチの病院で、腸閉塞の手術中に亡くなった。弟を失ったバリーとロビンは、しばらくビージーズとしてのグループ活動を行うことを中止した。しかし、時が過ぎ、再びビージーズとして活動を行うことを決めた。2人は2009年10月31日放送のBBCのテレビ番組に出演し、2009年11月17日放送のABCのテレビ番組に出演した。さらに2010年5月26日放送のアメリカン・アイドル (シーズン9)のファイナルに出演し演奏した。

## 来歴
モーリス・ギブはメロディとアレンジを担当していた。彼はハーモニーとバックボーカルを歌い、そして様々な楽器を演奏した。1965年・1966年に彼はリードギターとして演奏していたが、1966年の早い時期にはスタジオでオルガンを演奏していた。1967年から1972年までのビージーズのレコーディングでは、モーリスの演奏するピアノやベースギター、メロトロン（「Every Christian Lion Hearted Man」「Kilburn Towers」）、リズムギターが確認できる。「Words」と「Lonely Days」のピアノはモーリスの演奏である。ステージでは通常ベースを担当していたが、彼がピアノを演奏するときには別のベース演奏者を追加していた。モーリスは1975年から1979年までのビージーズのディスコ・サウンドにはあまり影響を与えておらず、その頃はベースを担当していた。彼の生涯の後半の20年間では、主にオルガンを演奏していたが、時折リードギターを演奏し、2001年の「This Is Where I Came In」ではジョン・レノンから貰ったアコースティック・ギターを使用している。1987年にビージーズが再結成されると、モーリスはレコーディングの技術的な部分をすべて担当し、ミュージシャンやエンジニアと調整するバンドリーダーの役割を果たした。
ソングライターとしては、主にメロディを完成させることに貢献していた。彼の楽曲に対する貢献を確認するのは難しいが、モーリスが兄弟のソロ活動でもその役割を継続していることにより、彼らが彼をいかに信頼していたかを示している。モーリスは1アルバムにだいたい1曲、メインボーカルを務めた。彼はグループの中では比較的陰に隠れた存在だったが、よくファンと話して彼らを楽しませていた。モーリスが野心的な2人の兄弟をおとなしく安定させているという評判は、彼の生涯を通して続いた。
ビージーズから離れた1970年、モーリスはソロアルバムを録音したがリリースされなかった。彼は同じ年、ウエストエンドミュージカル「Sing a Rude Song」のショートライヴに出演した。1972年、モーリスはジミー・スティーヴンスのアルバム『Don't Freak Me Out』のプロデュースを行った。
1980年代中頃のビージーズ活動休止時、モーリスはバリーとロビンと共に映画「A Breed Apart」のサウンドトラックを録音し、1986年にはスウェーデン人の歌手キャローラのアルバムをプロデュースした。これ以外に彼の名前でリリースされた作品は、2枚のシングル（1970年の「Railroad」、1984年の「Hold Her in Your Hand」）のみだった。
モーリスの最後の大きな仕事は、彼の娘サマンサが歌うアルバムのプロデュースだったが、2005年にようやくMEG（モーリスのイニシャル）という名前で発表された。

## 受賞
1994年にモーリス・ギブはソングライターの殿堂入りした。
2002年に彼は兄弟と共に大英帝国勲章（CBE）を授けられたが、授賞式はモーリスの死後である2004年だった。彼の息子アダムは亡父の代理として、バッキンガム宮殿で開催された式典にバリーとロビンとともに出席した。
死後の2009年10月、モーリスはダグラスで "Freeman of the Borough" の称号を得た。称号はロビンとバリーにも授けられたため、彼ら3兄弟は揃って出生の街で栄誉を認められることとなった。

## ディスコグラフィー
アルバム
- 1970年: The Loner (未リリース)
- 1981年: Strings and Things (未リリース)
- 1984年: A Breed Apart (未リリース).

シングル
- 1970年: Railroad
- 1984年: Hold Her In Your Hand
- 2001年: The Bridge (未リリース)

映画音楽
- 1984年: A Breed Apart、Hold Her In Your Hand、On Time

ミュージカル
- 1970年: Sing A Rude Song

プロデュース
- 1970年: Tin Tin『Tin Tin』
- 1971年: Tin Tin『Astral Taxi』
- 1979年: Osmonds『Steppin' Out』
- 1986年: Carola『Runaway』
- 2005年: MEG